# بيتر لوفورد
بيتر لوفورد (بالإنجليزية: Peter Lawford) (و. 1923 – 1984 م) هو ممثل، ومنتج أفلام، وممثل أفلام، وممثل تلفزيوني من المملكة المتحدة ولد في لندن.

## روابط خارجية
- بيتر لوفورد على موقع IMDb (الإنجليزية)
- بيتر لوفورد على موقع الموسوعة البريطانية (الإنجليزية)
- بيتر لوفورد على موقع ألو سيني (الفرنسية)
- بيتر لوفورد على موقع ميوزك برينز (الإنجليزية)
- بيتر لوفورد على موقع تيرنر كلاسيك موفيز (الإنجليزية)
- بيتر لوفورد على موقع أول موفي (الإنجليزية)
- بيتر لوفورد على موقع قاعدة بيانات الأفلام السويدية (السويدية)
- بيتر لوفورد على موقع إن إن دي بي (الإنجليزية)
- بيتر لوفورد على موقع ديسكوغز (الإنجليزية)
- بيتر لوفورد على موقع قاعدة بيانات الفيلم (الإنجليزية)